# Urukagina
Urukagina (Lesung des Namens umstritten, auch Irikagina oder Uruinimgina) von Lagasch war ein sumerischer Herrscher des dritten vorchristlichen Jahrtausends. Er war der letzte König aus der I. Dynastie oder Urnansche-Dynastie, die sich bis um 2550 v. Chr. zurückverfolgen lässt. Er regierte nach der mittleren Chronologie etwa um 2350 v. Chr.
Kennzeichnend für seine wohl etwa siebenjährige Herrschaft war die Rivalität mit Lugal-Zagesi (Lugalzagisi) von Umma. Historisch bedeutsam waren die Reformgesetze des Urukagina: Auf „Geheiß des Ningirsu“ (Stadtgott von Lagasch) wurden alte Bräuche verworfen und eine neue Ordnung eingeführt. Zuerst wurden Prärogative (Vorrechte des Herrschers) gegenüber den Tempeln rückgängig gemacht.
Die Einwohner wurden aus einer Reihe von Schuldknechtschaften befreit und die missbräuchliche Ausbeutung der wirtschaftlich Schwachen durch die im Rang Höherstehenden wurde verboten. In einer Selbstprädikation bezeichnet Urukagina sich als Beschützer der Witwen und Waisen. Im Vordergrund der Dekrete stehen jedoch Steuererleichterung und Schuldentilgung.
Sozialgeschichtlich bemerkenswert ist die Abschaffung der Biandrie (Ehe einer Frau mit zwei Männern), ein deutlicher Hinweis auf die in der sumerischen Gesellschaft einmal praktizierte Polyandrie, die den Zeitgenossen bereits als anstößig galt.
Das Ende für Urukaginas Herrschaft kam, als Lugalzagisi von Umma die Stadt Lagasch zerstören ließ und die Tempel verwüstete. Diesen Kultfrevel beklagte Urukagina in einer Inschrift mit den Worten:
„Diese Vergehen, die Lugalzagisi, der Ensi von Umma, begangen hat, möge seine Göttin Nisaba auf ihrem Nacken tragen.“
Lagasch sollte jedoch nach dem Ende der Akkaderherrschaft mit der II. Dynastie (mit Gudea von Lagasch, ca. 2144–2124 v. Chr.) eine neue Blüte erleben.